# Crypsotidia woolastoni
Crypsotidia woolastoni là một loài bướm đêm trong họ Erebidae.